# Korruption
Korruption (fra latin corruptio) betyder fordærvet tilstand, forfald eller beskadigelse. Den mest udbredte definition af korruption, som anvendes af fx Verdensbanken og Transparency International, er "misbrug af betroet magt for egen vindings skyld" eller "misbrug af offentligt embede til privat vinding". Korruption dækker derved over en række strafbare handlinger som bestikkelse, bedrageri, underslæb, mandatsvig, embedsmisbrug og nepotisme. Selve betegnelsen korruption anvendes ikke direkte i dansk straffelov.
Korruption kan bestå i, at en betroet embedsmand eller politiker modtager penge eller andre fordele enten for at træde i funktion, for at undlade at træde i funktion eller for at misbruge sin betroede stilling til at give andre en uretmæssig fordele. Korruption har store negative økonomiske konsekvenser (effektivitetstab), idet misbruget fjerner en del af økonomien fra den frie konkurrence. Derudover truer den samfundets stabilitet og sikkerhed, underminerer retsstaten, demokratiske institutioner og værdier.
I Danmark er flere former strafbar korruption. For bl.a. embedsmænd i kraft af straffelovens bestemmelse om mandatsvig - og for modparten for medvirken og bestikkelse af offentligt ansatte. Regler om bestikkelse af offentligt ansatte findes i straffelovens § 122 og 144. Straffelovens § 122 angår aktiv bestikkelse dvs. det at yde bestikkelse til en offentlig ansat, mens § 144 angår den passive bestikkelse, hvilket vil sige den offentligt ansattes modtagelse af bestikkelse. Bestikkelse i den private sektor, der ofte betegnes som returkommission, er kriminaliseret i straffelovens § 299.
Organisationen Transparency International måler hvert år korruptionen i de fleste lande i verden. Blandt de mindst korrupte lande er OECD-landene og helt i top lande som Danmark (øverst), Finland og New Zealand, mens de mest korrupte lande oftest tæller lande i Afrika og Asien som Zimbabwe, Cambodia og Angola.

## Køn og Korruption

### Studier af Køn og Korruption på Mikro- og Makroniveau
Er kvinder mindre korrupte end mænd? Studier på makroniveau viser, at en større del af kvindelige parlamentarikere eller ministre mindsker den opfattede korruption i et land. Forklaringen er typisk, at kvinder er mere retfærdige, hvorfor man anbefaler at øge repræsentationen af kvinder i det offentlige.   Studierne er blevet kritiseret: Sung (2003; 2012) finder, at ovenstående sammenhæng forsvinder, når man tager højde for liberalt demokrati.  Derudover påpeger andre, at årsagen er korruptionsniveauet i et land, der påvirker kvinders adgang til det politiske liv. Få studier undersøger sammenhængen mellem køn og korruption i den private sektor. Goel et al. (2015) finder, at mandlige ansatte i kroatiske virksomheder er signifikant mere tilbøjelige til at bestikke private aktører, mens Johannsen et al. (2016) viser, at kvindelige ledere fra Estland og Danmark er mindre villige til at tage mod bestikkelse fra private aktører.  
Sammenhængen er også studeret på mikroniveau: Torgler & Valev (2010) viser, at en signifikant højere andel af kvinder end mænd mener, at det aldrig kan retfærdiggøres, at embedsmænd tager mod bestikkelse. Frank & Schulze (2000; 2003) udfører økonomiske spileksperimenter blandt universitetsstuderende og finder, at kvinder kun er signifikant mindre tilbøjelige til at tage mod bestikkelse, når der er risiko for at blive opdaget og straffet.  Alatas et al. (2009) argumenterer for, at kønsforskellen ikke er universelt gældende, men afhænger af den kulturelle kontekst, som individerne befinder sig i. Ingen studier har fundet, at mænd er signifikant mindre korrupte end kvinder.

### Hvorfor er kvinder mindre korrupte end mænd?
Hvorfor er kvinder mindre korrupte end mænd? En af forklaringerne går på, at kvinder - moralsk set - er et mere retfærdigt køn end mænd. Den teori tager afsæt i adfærdsmæssige studier, som viser, at kvinder er mere ærlige og udviser mere samfundssind end mænd. Konkret viser studierne, at kvinder besidder flere prosociale og altruistiske værdier end mænd, og at de opfører sig mere generøst i økonomiske spil.  Disse kønsforskelle er ikke biologisk bestemt men skyldes snarere, at mænd og kvinder i løbet af deres opvækst socialiseres forskelligt. Fx argumenterer Swamy et al. (2001) for, at kvinder opdrages til at være mere retskafne og udvise mere selvkontrol end mænd. I modsætning hertil er mænd mere selviske, og de er mere tilbøjelige til at handle opportunistisk på bekostning af det fælles bedste. Fortalerne for ovenstående teori argumenterer for, at flere kvinder i det offentlige liv vil være et effektivt middel i kampen mod korruption i samfundet, da de kan bidrage til et mere retfærdigt statsstyre.
Andre mener, at teorien om det retfærdige køn er en sejlivet myte, der fejlagtigt antager, at kvinder er mænd moralsk overlegne. Forklaringen på kønsforskellen skal i stedet findes i, at mænd og kvinder har forskellige muligheder for at deltage i korruption. Kvinder har ofte mere begrænsede muligheder. Det skyldes fx, at mænd som regel sidder på de mest magtfulde positioner i samfundet. Goetz (2007) påpeger, at det er relationen mellem kønnene og ikke kønnene i sig selv, som påvirker mænd og kvinders deltagelse i korruption. Kønsrelationen begrænser kvinders muligheder for at deltage i bestikkelse, når den foregår i veletablerede mandsdominerede netværk, hvor kvinder som udgangspunkt er udelukket fra at deltage. Udelukkelsen forekommer også blandt kvinder, som indtager mere magtfulde positioner i samfundet. Den manglende adgang til korrupte netværk kan dermed forklare, hvorfor kvinder er mindre korrupte, og tidligere kriminologiske studier viser også, at adgangen til kriminelle netværk har afgørende betydning for, om individer får en kriminel løbebane. At deltage i korrupt adfærd kræver viden om og adgang til netværk, og kvinder er ikke nødvendigvis i stand til at bryde ind i sådanne netværk med det samme, hvis de traditionelt set har været domineret af mænd.
En tredje forklaring går på, at kvinder er mere risikoaverse end mænd. Denne risikoaversion medfører, at kvinder i mindre grad vil være tilbøjelige til at deltage i risikofyldte aktiviteter som korruption, når der er en risiko for at blive opdaget og straffet. Derudover viser tidligere studier også, at kvinder er mere risikoaverse end mænd, når det kommer til økonomiske risici såsom at investere i aktier.